# Cratere Lodwar
Lodwar  è un cratere sulla superficie di Marte.